# جوزف سی. براون
جوزف سی. براون (انگلیسی: Joseph C. Brun; ‏ ۲۱ آوریل ۱۹۰۷ – ۱۳ نوامبر ۱۹۹۸) یک فیلم‌بردار اهل فرانسه-ایالات متحده آمریکا بود.

## گزیده فیلم‌شناسی

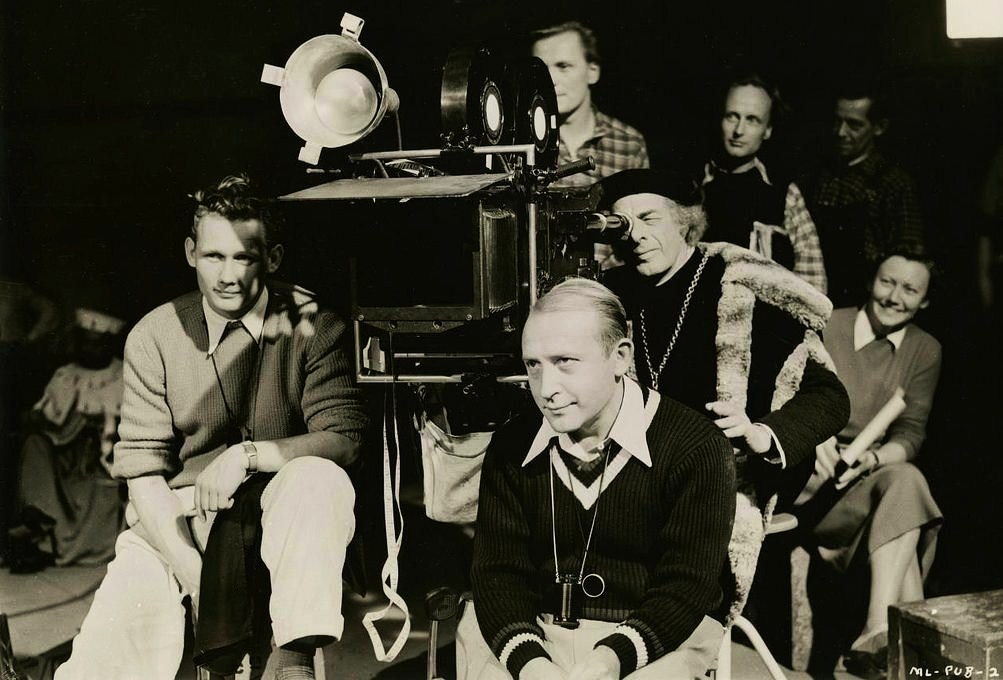

- بردگان (فیلم) (۱۹۶۹)
- سه‌گانه (فیلم) (۱۹۶۹)
- فلیپر (فیلم ۱۹۶۳) (۱۹۶۳)
- هاتاری! (۱۹۶۲)
- به فردا امیدی نیست (۱۹۵۹)
- مارتین لوتر (فیلم ۱۹۵۳) (۱۹۵۳)